# 72012 Terute
72012 Terute este un asteroid din centura principală de asteroizi.

## Descriere
72012 Terute este un asteroid din centura principală de asteroizi. A fost descoperit pe 4 decembrie 2000 la Bisei Spaceguard Center în cadrul programului BATTeRS. Asteroidul prezintă o orbită caracterizată de o semiaxă mare de 2,35 ua, o excentricitate de 0,08 și o înclinație de 5,3° în raport cu ecliptica.